# زوفییووکا (استان اوپوله)
زوفییووکا (به لهستانی: Zofijówka) یک منطقهٔ مسکونی در لهستان است که در گمینا دوماشوویتسه واقع شده‌است.